# Haloperidol
Haloperidol ist ein hochpotentes Neuroleptikum aus der Gruppe der Butyrophenone und wird unter anderem zur Behandlung akuter und chronischer schizophrener Syndrome und bei akuten psychomotorischen Erregungszuständen eingesetzt.

## Entwicklungsgeschichte
Haloperidol wurde am 11. Februar 1958 durch Bert Hermans – einem Mitarbeiter Paul Janssens in Beerse – bei der Suche nach einem neuen Opioid-Analgetikum als R1625 synthetisiert und 1959 in Belgien erstmals zugelassen. Haloperidol wurde in Europa schnell zum Mittel der Wahl bei Schizophrenie, in den USA wurde es erst 1988 zugelassen. Amerikanische Psychiater bevorzugten das ebenfalls hochpotente Phenothiazin-Präparat Perphenazin. Haloperidol steht seit 1977 auf der Liste der unentbehrlichen Arzneimittel der Weltgesundheitsorganisation.
2018 wurden jahrzehntelange Medikamentenversuche an Heimkindern, die seit den 50er Jahren an insgesamt mehreren tausend Kindern stattfanden, aufgedeckt. Hierbei wurden unter anderem auch hohe Dosen von Haloperidol eingesetzt. Angestellte nutzten dies zusätzlich zum chemischen auch zum sexuellen Missbrauch aus.

## Wirkungsweise
Neuroleptika (auch als Antipsychotika bezeichnet) werden in ihrer Potenz oft verglichen mit Chlorpromazin, der ersten in der modernen pharmakologisch orientierten Psychiatrie eingesetzten (1954), antipsychotisch wirksamen Substanz. Haloperidol hat einen in etwa 50-mal höheren antipsychotischen Effekt als Vorgängermedikamente bei verringerten vegetativen Nebenwirkungen, wie zum Beispiel Mundtrockenheit und Tachykardie, und ist diesbezüglich als verträglich einzuschätzen. Diesem Vorteil stehen jedoch die für Haloperidol typischen „motorischen“ Nebenwirkungen gegenüber.
Der „höhere antipsychotische Effekt“ von Haloperidol gegenüber Chlorpromazin bezieht sich nur auf die benötigte Menge der Substanz. Die Wirksamkeit der Substanzen bei vergleichbarer Dosierung ist ähnlich.
Haloperidol blockiert unter anderem Dopamin-Rezeptoren, vor allem den Subtyp D2. Die Blockade von muskarinischen und adrenergen Rezeptoren, die gegebenenfalls unerwünschte Effekte hervorruft, ist weniger stark ausgeprägt als beim Vorgänger-Antipsychotikum.
Wie bei allen Antipsychotika sind zwei Wirkungen voneinander zu unterscheiden: eine akute und eine langfristige. Die Primärwirkung wird von Außenstehenden sowie von Patienten (im Rahmen ihrer ggf. von Krankheit beeinträchtigten Ausdrucksfähigkeit) als dämpfend und sedierend beschrieben, dieser Effekt kann also bei pathologisch relevanten Erregungszuständen durchaus gewünscht sein. Erst bei Anwendung über einige Tage bis Wochen tritt die eigentliche antipsychotische Wirkung ein. Deshalb kann die Substanz als medikamentöse Primärtherapie dazu beitragen, unerwünschte Symptome, wie sie zum Beispiel bei Schizophrenie, aber auch Manie auftreten, zu beheben.
Haloperidol kumuliert im Gehirn und anderen Organen des Körpers etwa 20-fach gegenüber dem Blut. Nach dem Absetzen einer Haloperidolmedikation sinkt dessen Gehirnkonzentration nur langsam ab. Dies erklärt die klinische Beobachtung, dass manche Begleitwirkungen von Haloperidol auch nach dem Absetzen nur langsam abklingen.

## Anwendungsgebiete
In Deutschland ist Haloperidol zur Behandlung von
- akuten und chronischen schizophrenen Syndromen,
- organisch bedingten Psychosen,
- akuten manischen Syndromen und
- akuten psychomotorischen Erregungszuständen zugelassen.[5] Dies beinhaltete (und in einigen Ländern, vor allem USA, wie aus diversen medizinischen Serien bekannt immer noch) gewalttätige Übergriffe von Patienten. Diese Monotherapie ist in Deutschland inzwischen aber kontraindiziert aufgrund der Nebenwirkungen und besserer Alternativen (bzw. Kombinationen).[13] Von Kriminellen wird Haloperidol deshalb auch als K.-o.-Tropfen eingesetzt.[14][15]

Dabei wird Haloperidol meist zur Unterdrückung von Krankheitszeichen wie z. B. Wahn, Halluzinationen oder Denk- und Bewusstseinsstörungen sowie zur Vorbeugung gegen Rückfälle eingesetzt.
Weiterhin kann Haloperidol nach Ausschöpfen aller anderen Behandlungsmöglichkeiten auch zur Behandlung von Tic-Erkrankungen (wie z. B. Gilles-de-la-Tourette-Syndrom) genutzt werden.
In der Schweiz ist Haloperidol zusätzlich zur Behandlung von
- zerebralsklerotisch bedingter Unruhe,
- Oligophrenie mit gesteigerter Erregbarkeit,
- Erregungszuständen beim Alkoholentzugssyndrom,
- Übelkeit und Erbrechen verschiedener Ursache (falls die üblichen Medikamente gegen Übelkeit und Erbrechen ungenügend wirksam sind) sowie
- als Begleitmedikation zur Schmerzlinderung bei verschiedenen schweren chronischen Schmerzzuständen

zugelassen.
Haloperidol wirkt wie andere Neuroleptika vom Phenothiazintyp auch gegen Übelkeit und Erbrechen, insbesondere wenn psychische Komponenten bei der Entstehung der Beschwerden eine Rolle spielen.

## Restriktionen seit 2017
Die Anwendung wurde Dezember 2017 für Kinder und alte Menschen und für einige Anwendungsbereiche eingeschränkt. Anlass war eine EU-weite Harmonisierung von Haloperidol-haltigen Arzneimitteln. Aufgrund eines negativ bewerteten Nutzen-Risiko-Verhältnisses oder einer unzureichenden Datenlage wurden drei Indikationen gestrichen beziehungsweise eingeschränkt. Kinder unter 10 Jahren sollten nicht mehr mit Haloperidol behandelt werden. Die maximale Dosis für Erwachsene beträgt täglich 10 bis 20 mg, unabhängig von der Indikation, für ältere Patienten 5 mg, für Kinder 3 bis 5 mg täglich. Vorher wurden teilweise deutlich höhere Dosen verordnet. Eine Depotanwendung ist nur noch zugelassen, wenn zuvor die Patienten stabil auf orales Haloperidol eingestellt wurden.

## Nebenwirkungen
- Frühdyskinesien (Schluck- und Schlundkrämpfe, Blickkrämpfe, „kloßige“ Sprache, dystone Bewegungen)
- Spätdyskinesien (Spätdyskinesien zeigen sich durch repetitive, vom Patienten kaum oder gar nicht beeinflussbare Bewegungen, die häufig im Kopfbereich auftreten. Dazu zählen u. a. Grimassieren, Schmatzen, Kau-, Zungen- und Lippenbewegungen oder schnelles Blinzeln.)
- Müdigkeitserscheinungen
- Bewegungsunruhe
- Sitzunruhe (Akathisie)
- Extrapyramidales Syndrom
- Hypotonie (insbesondere bei bestehendem Volumenmangel)
- Orthostatische Dysregulationen
- Erregungsleitungsstörungen (QTc-Zeit-Verlängerung, AV-Block, Schenkelblock)
- paradoxe Hypotonie nach Adrenalingabe
- Sprachstörungen
- Hunger und Gewichtszunahme
- psychotische Störungen, Depressionen[5]

Während die vegetativen Nebenwirkungen eher in den Hintergrund treten, liegen die Hauptnebenwirkungen von Haloperidol in einer Beeinflussung der extrapyramidalen Motorik. Diese Symptomatik, die an Morbus Parkinson erinnert, wird Parkinsonoid genannt und ist nach derzeitigem Beobachtungsstand nach Beendigung der Substanzgabe größtenteils reversibel und zudem dosisabhängig. Sichtbare Symptome sind abnorme Bewegungen im Kopf- und Halsbereich sowie Schwierigkeiten beim Sprechen und Schlucken. Während der Verabreichung werden derartige Nebenwirkungen häufig durch Komedikation mit dem Antiparkinsonmittel Biperiden behandelt. Eine vollständige Rückbildung der Nebenwirkungen ist nicht in jedem Fall zu erwarten.
Haloperidol kann die Erlebnisfähigkeit und Emotionalität stark einschränken und dadurch zu einer „seelischen Verflachung“ führen. Hierin ist vermutlich die häufig vorzufindende mangelnde Compliance begründet. Es wird diskutiert, dass Haloperidol deshalb nicht z. B. bei Schizophrenie dauerprophylaktisch, sondern nur akut bis zum Abklingen der Symptome gegeben werden sollte; daran anschließend ist eine Dauerbehandlung mit atypischen, moderneren Neuroleptika anzustreben.

## Wechselwirkungen

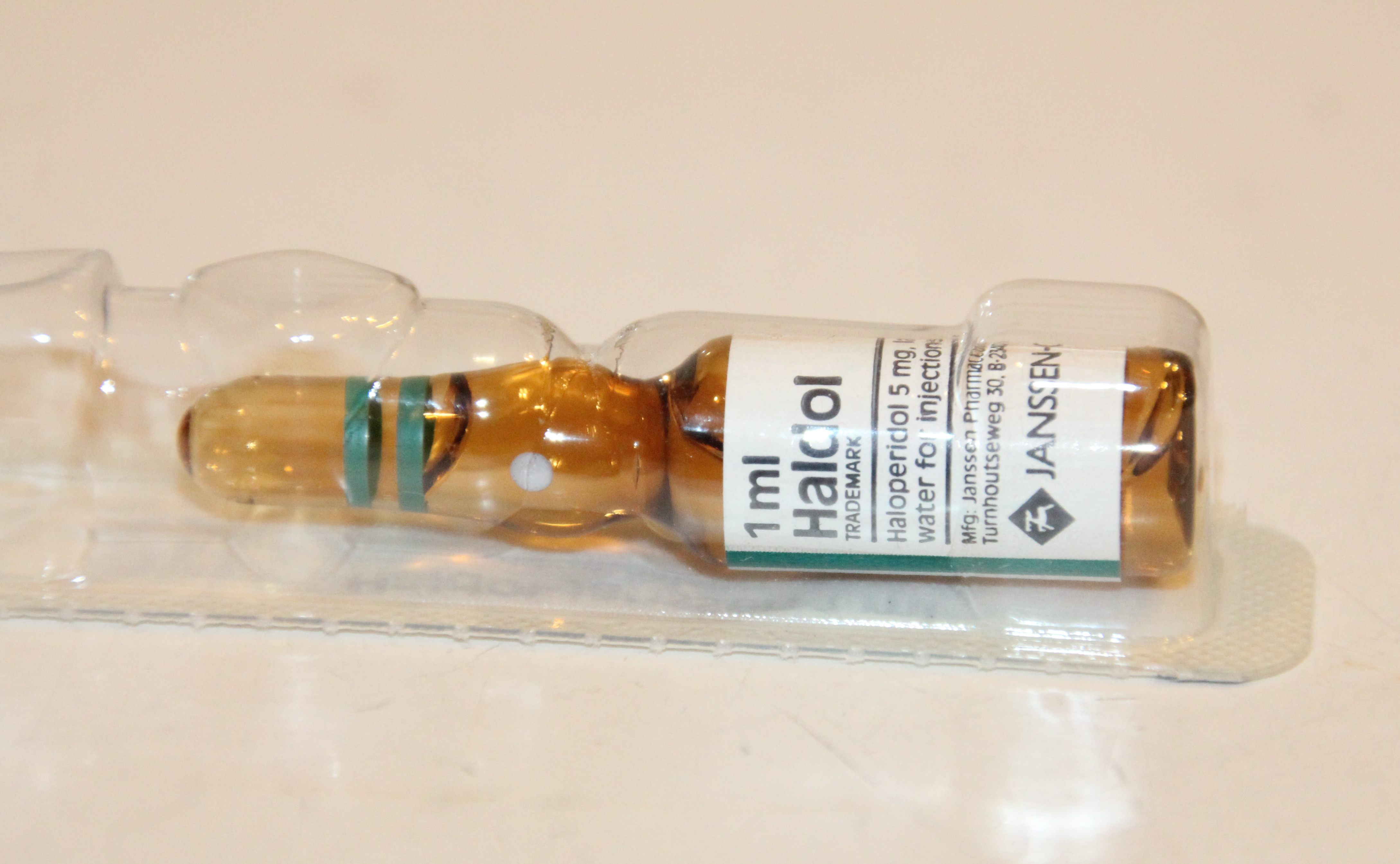
Haloperidol zur Injektion

Haloperidol kann in seiner Wirkung durch andere Arzneimittel wie etwa Phenytoin abgeschwächt werden sowie die Wirkung anderer Medikamente vermindern (Bromocriptin, Levodopa, Phenylephrin) oder erwünschte oder unerwünschte Wirkungen verstärken (zentralnervöse Effekte von Methyldopa, atemdepressive Wirkung von bestimmten Antibiotika).

## Rezeption
Teilweise ist Haloperidol als „Betonspritze“ zur Ruhigstellung von Patienten in der Psychiatrie und im Strafvollzug bezeichnet worden. Dieser Begriff bezieht sich auf die typischen motorischen Einschränkungen (Gehweise) unter Haloperidol-Medikation. Die Verabreichung von Haloperidol gegen den Patientenwillen wurde von der Initiative Nachrichtenaufklärung als eine der vernachlässigten Nachrichten 2016 beschrieben.

## Darreichungsformen
Haloperidol liegt in verschiedenen Darreichungsformen zur oralen Einnahme (Tabletten und Tropfen) sowie als Injektionslösung zur intramuskulären Injektion, hier auch als Depotform, vor. Die intravenöse Gabe wird aufgrund möglicher kardialer Nebenwirkungen nicht mehr empfohlen.

## Synthese

Haloperidol Synthese

Die Synthese von Haloperidol ist in der Literatur beschrieben. Sie kann in einem mehrstufigen Prozess ausgehend von 1-Chlor-4-(prop-1-en-2-yl)benzol und 4-Chlorbutansäurechlorid erfolgen.

## Handelsnamen
Monopräparate: Haldol (D, A, CH), Serenase (Italien), diverse Generika (D)